# 横歩取り4五角
横歩取り4五角（よこふどりよんごかく）は、将棋の横歩取りにおける戦法の一つ。後手番が採る戦法である。
相横歩取りの一部の変化と同様に序盤から激しい展開になるため短手数で決着がつくことも多い。江戸時代から存在する指し方であるが、横歩取り戦法そのものが長年下火であったこともあり、昭和時代まで本格的に省みられることはなかった。横歩取り4五角戦法の価値を再発見したのはアマの沢田多喜男とプロ棋士の谷川浩司であるとされ、谷川は若手時代にこの戦法を連投し、対戦相手を36手で投了に追い込んだことがある（対東和男戦（1978年若獅子戦）・対森安秀光戦（1979年王位戦））。谷川の活躍もあり一時プロで流行したが、やがて研究が進むと、この戦法の後手の攻めは無理筋とみられてプロ間ではほとんど指されなくなった。一方、持ち時間の短いアマチュア同士の対戦では現在も見られることも多い。

## 概要
| 9  | 8  | 7  | 6  | 5  | 4  | 3  | 2  | 1  |    |
| 香 | 桂 | 銀 | 金 | 王 |    | 銀 | 桂 | 香 | 一 |
|    |    |    |    |    |    | 金 |    |    | 二 |
| 歩 |    | 歩 | 歩 | 歩 | 歩 |    |    | 歩 | 三 |
|    |    |    |    |    |    | 飛 |    |    | 四 |
|    |    |    |    |    | 角 |    |    |    | 五 |
|    | 飛 | 歩 |    |    |    |    |    |    | 六 |
| 歩 |    |    | 歩 | 歩 | 歩 | 歩 |    | 歩 | 七 |
|    | 銀 | 金 |    |    |    |    | 銀 |    | 八 |
| 香 | 桂 |    |    | 玉 | 金 |    | 桂 | 香 | 九 |

▲7六歩△3四歩▲2六歩△8四歩▲2五歩△8五歩▲7八金△3二金▲2四歩△同歩▲同飛△8六歩▲同歩△同飛▲3四飛（横歩取り定跡の基本形）から、△8八角成▲同銀と角交換して△2八歩に▲同銀と取らせて△4五角と進む。
ここからの変化は多々あり、先手が△4五角に対して▲7七角または▲2四飛とする変化が主流だが、▲8七歩、▲3五飛という変化もある。▲7七角以下は△8八飛成▲同角△3四角▲1一角成△8七銀等が知られる。以下▲7七馬であると△7六銀不成▲同馬△2六飛▲2七香△7六飛▲7七銀で、△7四飛もしくは△7七飛成▲同桂△8九角▲7九歩△7八角成▲同歩△6七角成▲5八金△7八馬▲6五桂等。途中△7六銀不成で銀成であると▲同馬とせず▲6八馬があり、△8八歩▲7七桂△8九歩成に▲6五桂が生じる。
一方で▲2四飛を選び、以下△2三歩▲7七角△8八飛成▲同角△2四歩▲1一角成と進んだ局面において、後手にさまざまな選択肢がある。
また△2八歩を手抜いての単に▲7七角とするのも先手良しとされている。この手は1980年代初頭に編み出され、開発者の名前から若島・佐々木流と呼ばれた。当時沢田らによって『近代将棋』1980年2月号、『将棋ジャーナル』15号などで紹介され、幾つかの大学将棋部で検討された結果、従来の▲2八同銀より勝ると断定された。その後ジャーナル16号で加藤一二三が▲7七角は先手不利と断定し、当時△2八歩には見る聞くなしに▲同銀と取る一手、とする意見がも強かったという。しかし同年の王位戦予選トーナメント決勝、▲谷川浩司対△田中魁秀戦にて先手の谷川はさっそくこの▲7七角を採用。以下は△7六飛▲2八銀△2七歩▲3九銀△2六飛▲3八金△3三歩▲8四飛△2八角▲8一飛成△1九角成▲6五桂と進展し、後手が△2八歩成▲7三桂不成△7二金▲9五角△4四歩という最善の順ではなく△4二玉としたので▲7三桂不成以下先手が53手で快勝する。途中の▲6五桂では▲7四歩△2八歩成▲7三歩成△4一玉▲6二と△4二金▲6一と△3八と▲3五桂△2九飛成▲5一と△3二玉▲2三金△同龍▲同桂成△同玉▲3八銀等の順、また▲8三桂△7二銀▲9一龍で△8三銀には▲8七香、△8一香なら▲7四歩△2八歩成▲7三歩成なども検討されている。
宗英（大橋柳雪）の「平手相懸定跡集」にも手順が示されている。それには△4五角▲2四飛に△8七銀と強襲するか、それとも△3三桂▲3六香の局面で△6六銀、あるいは△3六同角▲同歩△5四香などの手がある。山田道美によると△6六銀以下は▲5八金△6七銀成▲同金右△同角成▲同金△8八飛▲6八金引△8九飛成▲6九歩で差し切りであるとしている。
いずれにせよ後手が攻め続け、先手が受けに回る展開になり、先手が正確に受け続けると先手良しとなる。
平手相懸定跡集では▲3六香の他に8八飛、8七飛、8三飛、6八玉の四手段が記されていることが知られる。また▲8五飛と打つ手が慶應義塾大学将棋部で研究され、慶應流と呼ばれていた。
近年ソフトの発達により、▲3六香に替えて▲5五飛という手が発見されている。後手の最善手は△6五桂だが▲8二歩でも▲5三飛成△5二香▲6三龍△6二銀▲5二龍△同金▲5六香でも先手優勢となる。
△4五角戦法では後手から△3八歩と打ってくる急戦もある。▲同銀と取れば△4四角とする戦法に向かう（横歩取り4四角）。後手はそれが狙いであるが、△3八歩の先手の対応によっては違った形になる。
この順は江戸時代からあるらしく、△3八歩は先手の陣型を乱そうとの意図で、江戸時代の棋書にはあるが、現代のプロ棋戦には全くといってよいほど出現しない。
「平手相懸定跡集」にも手順が示されている。これには3八の歩を取らずに▲2八銀とすれば、通常の△2八歩▲同銀よりも3筋の歩が残って3筋に歩が打てない分悪いとしている。仮に▲2八銀としたとして、△2七歩▲同銀△4五角という手がすぐ見える。ただし▲2四飛は△6七角成に、▲同金△8八飛成▲2一飛成と進行するのが一例であるが、この局面では後手には△3九歩成がある。▲同金は△5八銀▲4八玉△6七銀成以下即詰みで、放置すれば△4九と からの頭金。▲3一龍△同金▲3三角△6二玉▲8八角成ならば龍は抜けるが、△4九と▲同玉に△2八飛で▲3八銀打となっても△2六歩が後続手。
先手の対抗策としては、△6七角成に▲7七角がある。以下、△7八馬▲8六角△8八馬▲5三角成△5六歩という進行が一例。 
▲2七同銀△4五角に、▲7七角の変化では△8八飛成▲同角△3四角▲1一角成で、△3三桂には▲3六香、△8七銀には▲7七馬、△2八飛には▲3八銀。△7六飛と回る手段のほうが良く、▲7七角に△7六飛▲2四飛△2三歩▲8四飛△2七角成▲8一飛成が進行例。ここからさらに、△2六飛▲8三桂△7二銀▲9一龍△8三銀となる。▲2七銀△4五角に▲3五飛の変化では、△7六飛から△2六飛。以下▲1五角△3三桂▲2六飛△同馬▲同角△2八飛。▲3五飛に先ほど同様に△6七角成と攻め込んでくれば、先手はやはり▲7七角△7八馬▲8六角△8八馬▲5三角成△4二金▲6三馬と迫ることができる。▲2七同銀△2八角には▲2二歩△3三桂▲2一歩成△3九歩成▲3一と△4九と▲6八玉△4二金▲2四飛である。
他に先手▲同銀もしくは▲同金と取る順も示されている。以下▲3八同銀は、△4五角▲2四飛△2三歩▲7七角△8八飛成▲同角△2四歩▲1一角成△3三桂▲8五飛で先手よし。▲3八同金は、△4五角▲7七角△8八飛成▲同角△3四角▲1一角成△3三桂▲3六香△8七銀▲6八金△7九飛▲4八玉△7八銀成▲5八金△6九飛成▲3四香△6八成銀▲同金△同竜▲5八飛△同竜▲同玉△8八飛▲6八銀△7八金▲5九銀△8九飛成▲4八銀右△6九竜▲4九玉△6八金▲8八飛で先手よし。△3八歩に▲同銀でも△同金でも先手が悪くならない。
後手△3八歩の意味は、先手のほうから攻める前に、玉の退路をせばめる意図である。その意味からも、先手方は、▲同金より▲同銀がまさっている。
後手は横歩取られの上に一歩損だから、もう急戦に持ち込むよりない。が、▲6九飛成と△3四香の交換では損害が大きすぎる。そして▲8八飛が好手で、以下△5九金▲同銀で後手の攻めは完全に切れている。

## 文献
- 沢田多喜男『横歩取りは生きている―大橋柳雪から現代まで』
- 所司和晴『横歩取りガイド』
- 所司和晴『横歩取りガイドⅡ』
- 羽生善治『羽生の頭脳〈9〉激戦!横歩取り』
- 羽生善治『羽生の頭脳10―最新の横歩取り戦法』
- 勝又清和『消えた戦法の謎』
- 所司和晴『横歩取り道場〈第3巻〉4五角戦法 (東大将棋ブックス)』